# Sainte-Élisabeth
Sainte-Élisabeth är en kommun i provinsen Québec i Kanada. Den ligger i regionen Lanaudière, i den sydöstra delen av landet, 200 km öster om huvudstaden Ottawa. Antalet invånare var 1 390 vid folkräkningen 2021. Landarean är 83 kvadratkilometer.